# John Skovbjerg
John Skovbjerg (født i 1956) er en tidligere dansk langdistanceløber og maratonløber, som løb for Randers Freja, AGF og Skive AM. Han var også orienteringsløber i OK Pan.
Skovbjerg er den første og hidtil eneste danske vinder af Berlin Marathon, som han vandt i 1984 i tiden 2:13.35, en tid, som på dette tidspunkt var uofficiel løbsrekord.
Skovbjerg er uddannet jurist fra Aarhus Universitet 1984. Han var koncerndirektør i AGF-fodbold fra 1998-1999 og er siden medio 2008 direktør i byggeselskabet Olav de Linde.
Skovbjerg er medlem af Danmarks Idræts-Forbunds appeludvalg.

## Danske mesterskaber
- Guld 1989 Orientering stafet
- Bronze 1987 10.000 meter 29:34.76
- Guld 1983 Maraton 2:22.57
- Guld 1982 Orientering stafet

### DMU 17-18 årige
- Guld 5000 meter 15:20.6

## Internationale resultater
- Vinder af Berlin Marathon 1984
- Blev nummer 37 i 1983 til VM i maraton med tiden 2:19.44.
- Blev nummer 136 i 1982 til VM i 12km cross

## Personlige rekorder
- 10 km: 29:34.76 (1987)
- Halvmaraton: 1:05.29 (1987)
- Maraton: 2:13.35 (1984)